# نجيب المختاري
نجيب المختاري (مواليد 3 يونيو 1981، طنجة) مهندس مغربي وصانع فيديوهات يوتيوب في تبسيط العلوم.

## نشأته ومسيرته المهنية
ولد نجيب المختاري في مدينة طنجة بالمغرب وتابع دراسته في تخصص الرياضيات والفيزياء في الدار البيضاء في سلك المتفوقين (MP*). درس بعد ذلك هندسة الاتصالات والتكنولوجيا الرقمية وتخرج من المدرسة الوطنية العليا للاتصالات ببريتاني بفرنسا ومن معهد يوريكوم التابع لمدرسة لوزان الاتحادية للفنون التطبيقية بسويسرا. اشتغل بعد ذلك في مكتب أمريكي للبحث والتطوير التكنولوجي (شركة أكسنتشر للخدمات الاستشارية) حيث قام بتطوير تقنيات الأداء الرقمي بالهاتف (حصل على براءة اختراع في هذا المجال) واستعمال خوارزميات الذكاء الاصطناعي في مجال المقاييس الحيوية (مثل التعرف الآلي على الصوت والوجه والبصمات). كان نجيب المختاري أحد مدراء ومصممي محرك البصمة الحيوية مع شركة أكسنتشر المستعمل في نظام الهوية الهندي والذي وصفه البنك الدولي أنه نظام الهوية الأكثر تعقيدا في العالم. وكذا نظام البصمة الحيوية الذي يتم استعماله في البوابات الأوتوماتيكية لعبور الحدود في مطار سخيبول بأمستردام.
بفعل عمله كمستشار في البحث والتطوير التكنولوجي، عاش نجيب المختاري في فرنسا وتركيا وايرلندا وأستراليا والهند والسعودية.

## أعماله في تبسيط العلوم على الإنترنت
أنشأ نجيب المختاري في فبراير 2015 قناة على موقع يوتيوب ينشر فيها فيديوات لتبسيط العلوم بالدارجة المغربية. اختار نجيب المختاري الدارجة المغربية من أجل تقليص الحواجز الذهنية المرتبطة بتدريس العلوم. ينشر كذلك على صفحته في الفيسبوك مقالات في تبسيط العلوم بالدارجة المغربية.
فاز نجيب المختاري بجائزة شخصية السنة (سنة 2016) في النسخة الثامنة لمسابقة ماروك ويب أواردز التي تتوج أفضل المحتويات على شبكة الويب المغربي.
ألقى نجيب المختاري عدة محاضرات في تبسيط العلوم في الجامعات المغربية و كذا في مؤتمر تيد ,أبرزها محاضرة بعنوان «مكاننا في الكون» يتناول فيها تاريخ اكتشاف البشرية لمكاننا في الكون من المنظور العلمي والفلكي. بالإضافة إلى استضافته في قنوات اذاعية وتلفزية مغربية وعربية من اجل تسليط الضوء على مستجدات عالم العلوم. والإسهام في النقاش حول العلوم الزائفة، وكذا إسهامه في لجان تحكيم مسابقات علمية شبابية مثل مسابقة السباق إلى الفضاء الوطنية من أجل أخذ طلبة مغاربة إلى مخيم فضاء بوكالة ناسا الفضائية.